# Chirac-Bellevue
Chirac-Bellevue é uma comuna francesa na região administrativa da Nova Aquitânia, no departamento de Corrèze. Estende-se por uma área de 20,65 km². Em 2010 a comuna tinha 305 habitantes (densidade: 14,8 hab./km²).